# Яланкуль (Омская область)
Яланкуль (тат. Яланкүл) — деревня в Большереченском районе Омской области. Входит в состав Чебаклинского сельского поселения.

## История
Основана в 1427 г. В 1928 г. состояла из 125 хозяйств, основное население — бухарцы. Центр Яланкульского сельсовета Евгащинского района Тарского округа Сибирского края.

## Население
| 1926 | 2002 | 2010 | 2021 |
| ---- | ---- | ---- | ---- |
| 511  | ↘226 | ↘145 | ↘52  |